# Lioré et Olivier LeO 21
Lioré et Olivier LéO 21 — французский авиалайнер 1920-х годов, разработанный на основе конструкции ночного бомбардировщика LéO 20.

## История
LéO 21 конструктивно был схож со своим предшественником, бомбардировщиком LéO 20, но имел более широкий фюзеляж, позволявший разместить 18 пассажиров (6 в носовом салоне и 12 в основном). Открытая пилотская кабина находилось позади салонов. Шасси, как у большинства самолётов того периода, неубирающееся, с хвостовым костылём. Первый полёт состоялся в августе 1926 года.

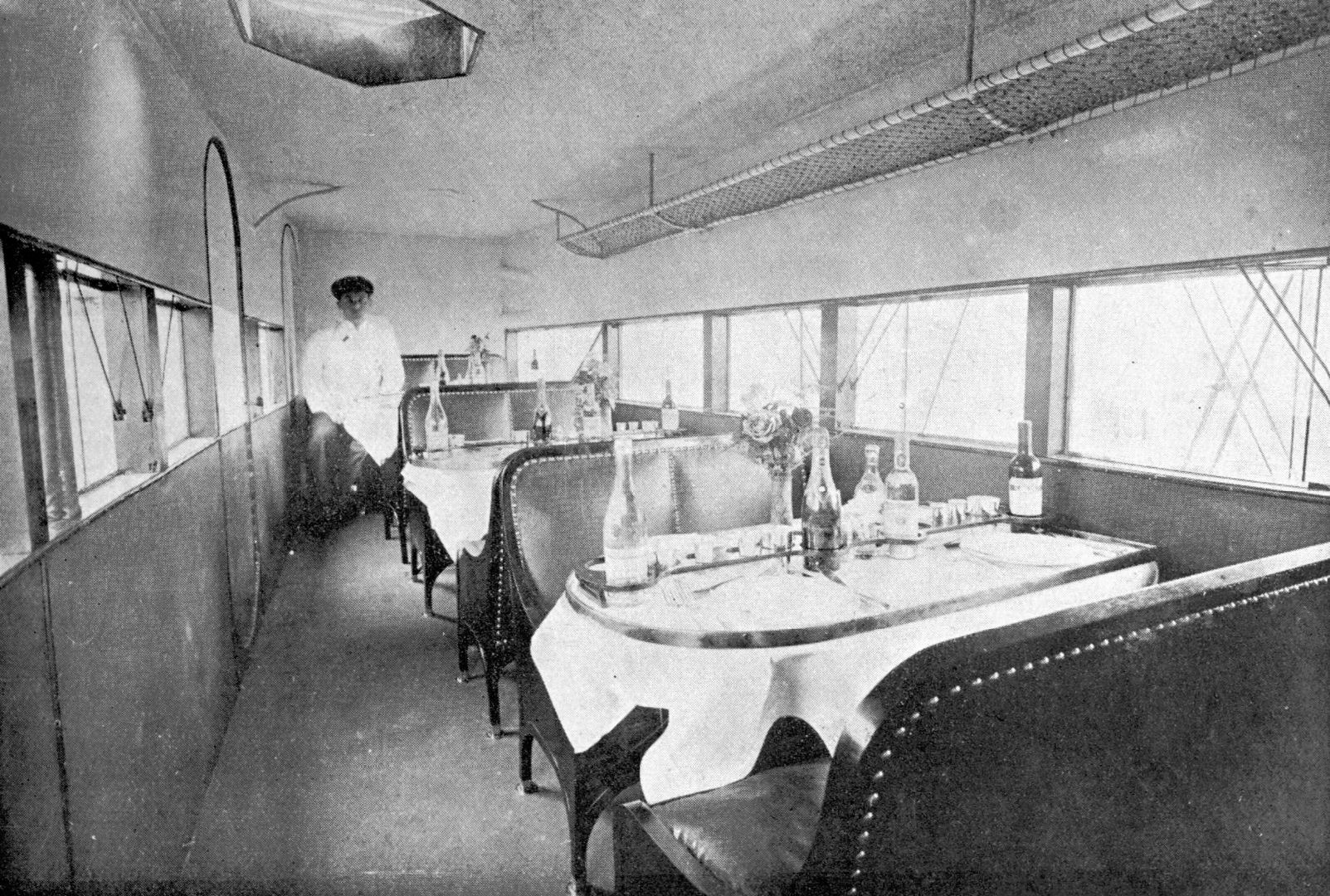
Интерьер пассажирского салона Leo 21

Второй LéO 21, оснащённый двигателями Renault 12Ja (336 л.с. / 450 кВт), получил наименование LéO 212 (F-AIFE, Capitaine Ferber). Он был переоборудован компанией Wagons-Lits в самолет-ресторан, а первый из выпущенных LéO 21 в 1929 году был сходным образом переделан в бар и далее именовался LéO 211; позднее в 1931 году на нём были установлены двигатели Renault (LéO 213). Один из самолётов (LéO 21S) строился как санитарный,  оборудованный местами для 10 носилок.
Первый серийный LéO 213 был построен в 1928 году, в общей сложности было выпущено 11 самолётов, которые эксплуатировались авиакомпанией Air Union на маршрутах из Парижа в Лондон, Лион, Марсель и Женеву. У LéO 213 были увеличенный размах крыльев, улучшенная звукоизоляцию и 3 багажных отсека. После переделки для ночных полётов они были переименованы в LéO 213N. В 1934 году все сохранившиеся LéO 213 были выкуплены ВВС Франции и переоборудованы в транспортные самолеты, внутри салонов которых на скамейках размещались 14 солдат; эта модификация называлась LéO 214.

## Модификации

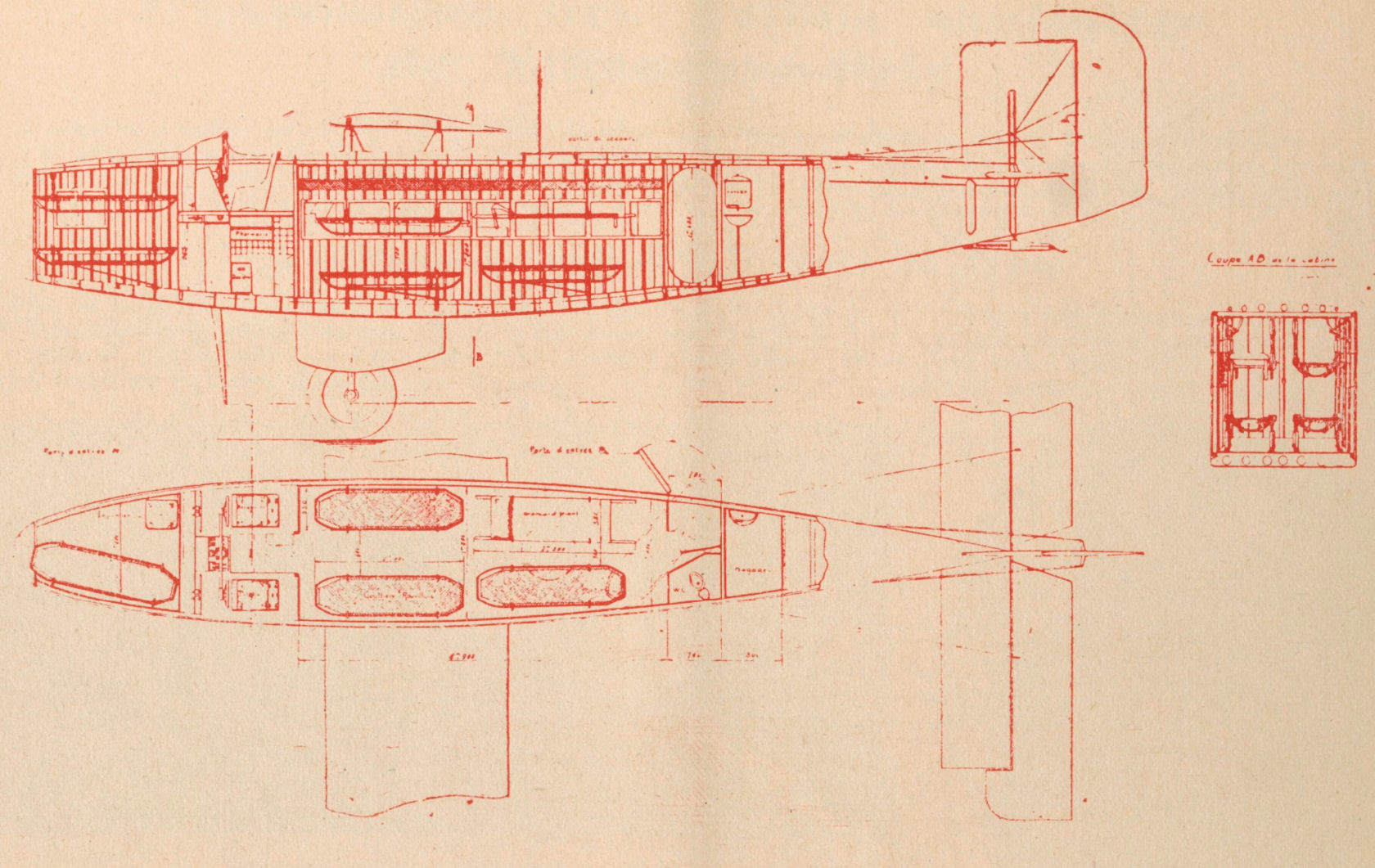
Схема компоновки санитарного Leo 213 (журнал L'Air от 15.05.1929 г.

LeO 21
Прототип с двумя звездообразными двигателями Gnome & Rhône 9Ab Jupiter (420 л.с. / 310 кВт)
LeO 211
Модификация первого прототипа
LeO 212
Второй прототип, V-образные двигатели Renault 12Ja (450 л.с. / 340 кВт).
LeO 213
Серийная модификация, двигатели Renault 12Ja, некоторые переделаны для ночных полётов (LéO 213N).
LeO 214
Переделка LéO 213 в транспортный для  ВВС Франции.
LeO 21S
Санитарный самолёт, построен 1.

## Тактико-технические характеристики (LeO 214)
Источник данных: The Illustrated Encyclopedia of Aircraft (Part Work 1982-1985). Orbis Publishing

Технические характеристики
- Экипаж: 1
- Пассажировместимость: 14
- Длина: 15,55 м
- Размах крыла: 23,03 м
- Высота: 4,50 м
- Площадь крыла: 108 м² (обоих крыльев)
- Масса пустого: 3 440 кг
- Нормальная взлётная масса: 5 700 кг
- Силовая установка: 2 × 12-цилиндровый V-образный воздушного охлаждения Renault 12Ja
- Мощность двигателей: 2 × 450 л. с. (2 × 336 кВт)

Лётные характеристики
- Максимальная скорость: 190 км/ч
- Практическая дальность: 560 км
- Практический потолок: 4 500 м

## Эксплуатанты

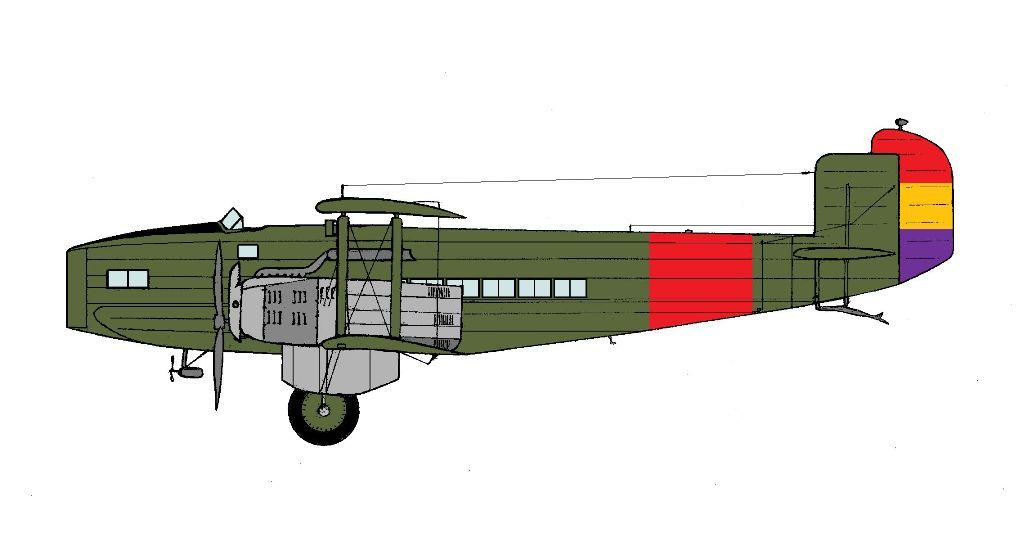
Испанский LeO 213

Франция
- Air Union
- ВВС Франции

 Республиканская Испания
- Испанская республиканская авиация - Lioré et Olivier 213

## Аварии и катастрофы
- 25 июля 1930 года самолёт компании Air Union LeO 21 (F-AIZO Rayon d'Or) из-за отказа двигателя совершил вынужденную посадку в Снейве, графство Кент. Впоследствии самолет был разобран и перевезен в Хайт, Кент[2].